# Остроботния (историческая провинция)

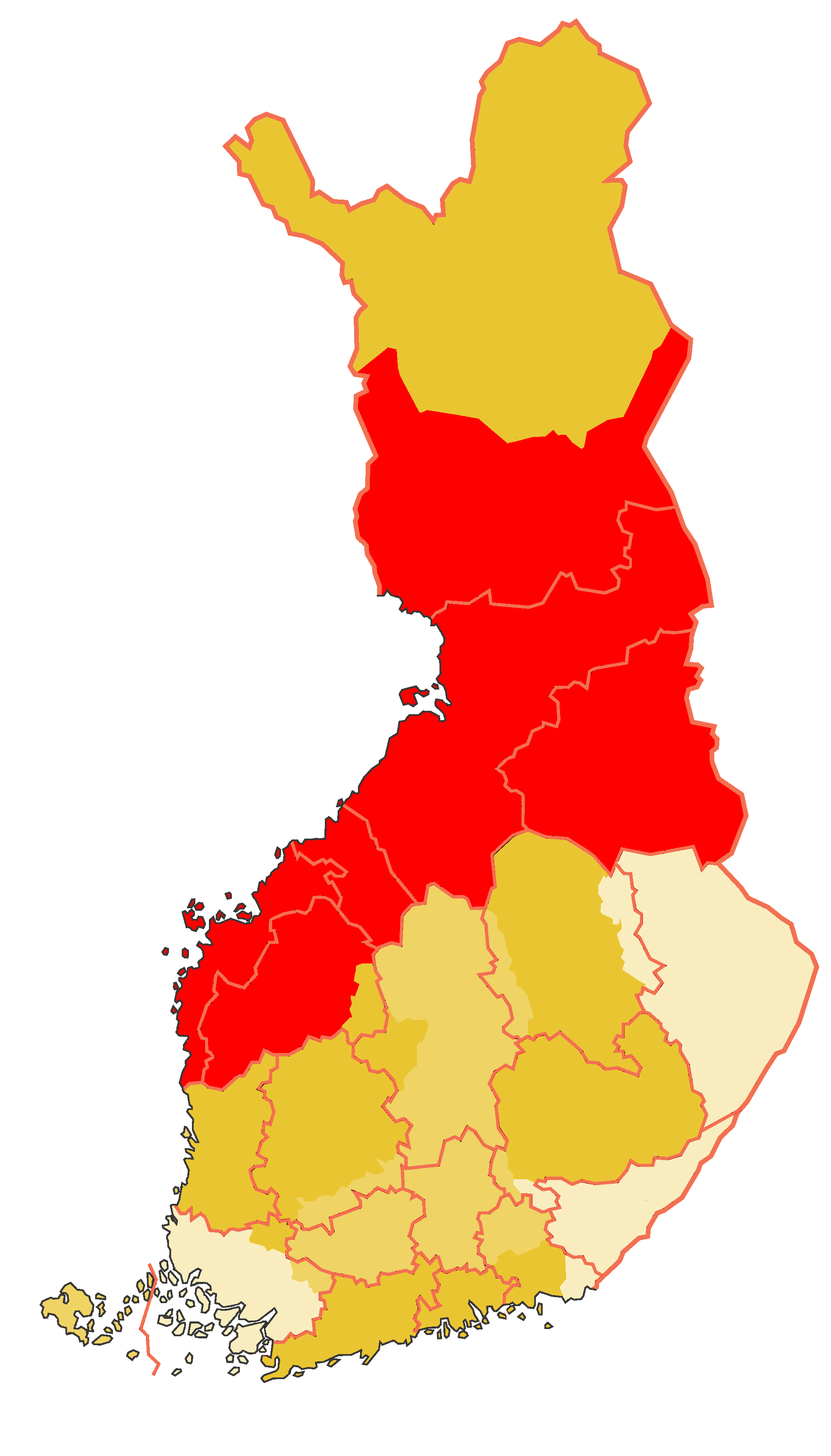
Историческая провинция Остроботния (Похьянмаа) в границах современной Финляндии

Исторический герб Похьянмаа

Остробо́тния (Восточная Бо́тния, Эстербо́тния, Э́стерботтен, швед. Österbotten; По́хьянма́а, фин. Pohjanmaa) — историческая провинция в Финляндии, часть исторической территории расселения финнов, а ранее — саамов.

## Географическое положение
Историческая провинция Остроботния включает в себя всю территорию бывших губерний Оулу, а также северную часть Западной Финляндии и южную часть губернии Лаппи; его основную часть составляют нынешние губернии Северная, Центральная и Южная Похьянмаа. С запада Остроботнию омывает Ботнический залив, на севере она граничит с провинцией Лаппи, на востоке — с республикой Карелией (в составе России), на юге — с Финской Карелией, областями Савония, Тавастия и Сатакунта.
Ландшафт Остроботнии представляет собой покрытые лесами и болотами холмистые равнины со множеством небольших рек, текущих в северо-западном направлении и впадающих в Ботнический залив Балтийского моря. Наиболее крупное озеро — Оулуярви, расположенное в Северной Похьянмаа. На его побережье находится город Каяани.

## История

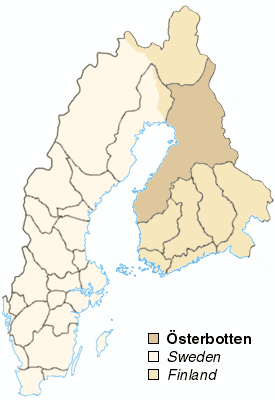
Провинция Эстерботтен на карте провинций Швеции до 1809 года.

Первые разрозненные поселения на территории Остроботнии появились примерно 9-10 тыс. лет тому назад после отступления материкового льда и последующего подъёма суши. Более поздние жители этой территории в расовом и лингвистическом отношениях предположительно принадлежали к финно-угорской группе народов. В период бронзового и железного веков на юге Остроботнии начинает развиваться земледелие.
Начиная с XII века западное побережье Южной и Центральной Остроботнии входило в состав Шведского королевства. Административным центром Остроботнии в этот период становится Корсхольм (ныне Мустасаари). В то же время ряд внутренних районов Остроботнии заселили переселенцы из Карелии. Согласно условиям Тявзинского мирного договора (1595), вся территория Остроботнии была закреплена за Швецией.
В 1634 году была образована губерния. Позже, в 1775 году, она была разделена на Вазскую и Улеаборгскую губернии.
Первые города в Остроботнии появились в XVII веке благодаря торговле сосновой смолой, игравшей важную роль в кораблестроении. Во время Великой Северной войны Остроботния, как и остальная территория Финляндии, была разорена русскими войсками. Особенно пострадала от этой войны Северная Остроботния, потерявшая примерно четверть своего населения.
В 1809 году Остроботния стала частью Великого княжества Финляндского, входившего в состав Российской империи.
Восточная часть района Салла–Куусамо на северо-востоке Остроботнии в ходе Зимней войны была занята советскими войсками и согласно Московскому мирному договору 1940 года отошла к СССР, хотя во время советско-финской войны 1941—1944 годов финнам удалось на короткое время вернуть эту территорию себе.